# Agrarisme

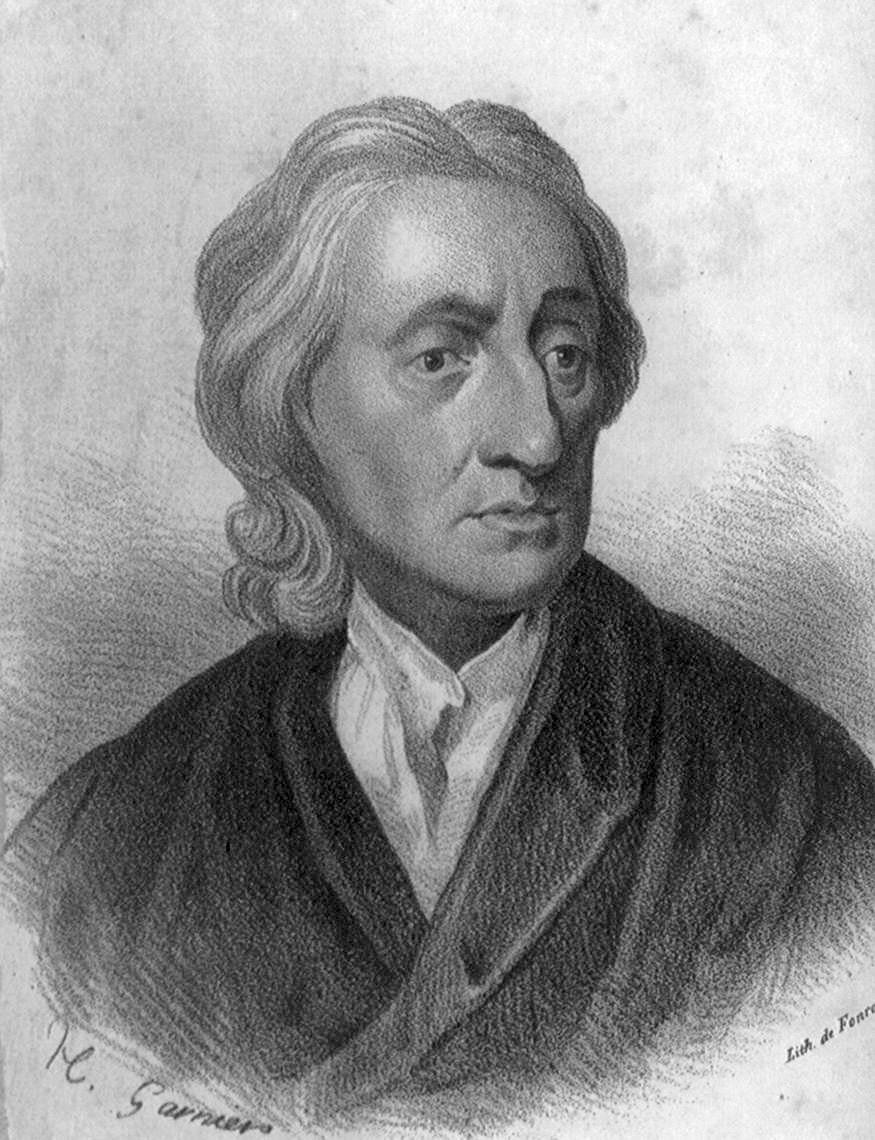
De Britse filosoof John Locke stelde eind achttiende eeuw dat wie het land bewerkt ook de eigenaar is

Agrarisme kan twee verschillende betekenissen hebben:
- Enerzijds kan de term verwijzen naar een politieke filosofie die het plattelandsleven boven het ‘corrupte’ stedelijke leven plaatst. Thomas Jefferson is in die zin een belangrijke vertegenwoordiger;
- Anderzijds kan agrarisme ook duiden op radicale voorstellen om het land van de rijken te herverdelen onder de armen. Deze betekenis gaat terug tot de 2de eeuw v.Chr. als volkstribuun Tiberius Sempronius Gracchus dergelijk voorstellen lanceert. Ook in het 18de- en 19de-eeuwse Engeland heeft men de term in die betekenis gebruikt. Vandaag de dag is deze radicale vorm van agrarisme van minder belang geworden.

## Geschiedenis en voorkomen
Vooreerst is er de idee van de Franse fysiocraten dat alle rijkdom van een natie voortkomt uit het landgebruik. John Locke stelt dat wie het land bewerkt, er ook de eigenaar van is. Zijn theorieën hebben dan weer de Amerikaan Thomas Jefferson beïnvloed. Hij schrijft in 1785 het volgende: “Cultivators of the earth are the most valuable citizens". In de late 18de en vroege 19de eeuw, hebben romantici heel wat aandacht voor de ‘wilde’ natuur. Een boer, iemand in voortdurend contact met de natuur, zien zij momenten beleven die er in de ‘gewone’ wereld niet langer zijn.
In de jaren 1910 en 1920 staat het agrarisme het sterkst, wat na de Tweede Wereldoorlog teniet zal worden gedaan. Ongeveer in dezelfde periode probeert men in Rusland een soort socialistisch agrarisme te ontwikkelen. Dat zal niet enkel in Rusland, maar ook in Oost-Europa en vooral in de Balkanlanden invloedrijk zijn.
In 1967 komen Seymour Martin Lipset en Stein Rokkan met het zogenaamde ‘historische breuklijnenmodel’. Enkele van de door hen aangestipte breuklijnen gaan terug tot de Industriële Revolutie. De kleine bedrijven op het platteland worden steeds minder belangrijk ten opzichte van grote industriële firma’s in de stad. Bijgevolg ontstaat ook een demografische verschuiving van platteland naar stad. Zo neemt het politieke belang van het platteland af wat in sommige landen leidt tot het ontstaan van een breuklijn tussen stad en platteland. 
In Zweden is lange tijd een Bondeförbundet (een boerenpartij) actief geweest. Volgens hen heeft de stedelijke elite niet genoeg aandacht voor het platteland. De partij bestaat overigens nog steeds, maar heet sinds 1957 Centerpartiet. In veel Scandinavische landen bestaat de agrarische strekking trouwens nog steeds.
In Frankrijk bestaat vandaag de partij Chasse, Pêche, Nature et Traditions die vindt dat de overheid veel te veel (milieu)regels oplegt aan het platteland. In België is de stroming minder belangrijk. In Nederland heeft anno 2021 de BoerBurgerBeweging 1 zetel in de Tweede Kamer. Ook had Nederland tussen de jaren 1963 en 1981 de Boerenpartij, die beschikte over enkele zetels in de Tweede Kamer.

## Lijst van agrarische partijen

### Actieve agrarische partijen

#### Europa
| Land                  | Partij |
| --------------------- | --- |
| Albanië               | Partia Agrare Ambientaliste (Agrarische Miliepartij)                                                                                       |
| Bosnië en Herzegovina | Hrvatska seljačka stranka - Nova hrvatska inicijativa (Kroatische Boerenpartij – Nieuw Kroatisch Initiatief)                               |
| Bulgarije             | Zemedelski Naroden Sajuz (Agrarische Volksunie)                                                                                            |
| Bulgarije             | Boelgarski Zemedelski Naroden Sojoez (Bulgaarse Agrarische Nationale Unie)                                                                 |
| Bulgarije             | Balgarski Zemedelski Naroden Sajoez "Aleksandur Stambolijski" (Bulgaarse Agrarische Nationale Unie Aleksandur Stamboeliski)                |
| Bulgarije             | Balgarski Zemedelski Naroden Sajuz-Obedinen (Bulgaarse Agrarische Volksunie-Verenigd)                                                      |
| Frankrijk             | Centre National des Indépendants et Paysans                                                                                                |
| Frankrijk             | Chasse, Pêche, Nature et Traditions |
| Hongarije             | Független Kisgazda, Földmunkás és Polgári Párt (Partij van Kleine Landbouwers)                                                             |
| Italië                | Südtiroler Volkspartei |
| Kroatië               | Hrvatska seljačka stranka (Kroatische Boerenpartij)                                                                                        |
| Kroatië               | Hrvatska Demokratska Seljačka Stranka (Kroatische Democratische Boerenpartij)                                                              |
| Moldavië              | Partidul Agrar din Moldova (Agrarische Partij van Moldavië)                                                                                |
| Nederland             | BoerBurgerBeweging |
| Noord-Macedonië       | Partija za Evropska Idnina (Partij voor Europese Toekomst)                                                                                 |
| Oekraïne              | Blok Lytwyna |
| Oekraïne              | Oekraïense Democratische Boerenpartij |
| Oekraïne              | Narodnaya Partiya (Volkspartij) |
| Roemenië              | Partidul Popular Creştin-Democrat (Christendemocratische Volkspartij)                                                                      |
| Roemenië              | Romániai Magyar Demokrata Szövetség (Democratische Unie van Hongaren in Roemenië)                                                          |
| Servië                | Narodna Seljačka Stranka (Boerenvolkspartij)                                                                                               |
| Slovenië              | Slovenska ljudska stranka (Sloveense Volkspartij)                                                                                          |
| Slowakije             | Magyar Koalíció Pártja (Partij van de Hongaarse Unie)                                                                                      |
| Wit-Rusland           | Ahrarnaja Partyja Belaroesi (Agrarische Partij van Wit-Rusland)                                                                            |
| Zwitserland           | Schweizerische Volkspartei - Union démocratique du centre - Unione Democratica di Centro - Partida Populara Svizra (Zwitserse Volkspartij) |

##### Noordse agrarische partijen
| Land       | Partij                                                             |
| ---------- | ------------------------------------------------------------------ |
| Åland      | Ålandsk Center                                                     |
| Denemarken | Venstre                                                            |
| Estland    | Eesti Keskerakond (Estse Centrumpartij)                            |
| Faeröer    | Sambandsflokkurin (Verbondspartij)                                 |
| Finland    | Suomen Keskusta (Centrumpartij van Finland)                        |
| Groenland  | Atassut (Gevoel van Gemeenschapssolidariteit)                      |
| IJsland    | Framsóknarflokkurinn (Progressieve Partij)                         |
| Letland    | Latvijas Zemnieku savienība (Letse Boerenunie)                     |
| Litouwen   | Liberalų ir centro sąjunga (Liberale en centrum Unie)              |
| Litouwen   | Lietuvos valstiečių liaudininkų sąjunga (Litouwse Boerenvolksunie) |
| Noorwegen  | Senterpartiet                                                      |
| Polen      | Polskie Stronnictwo Ludowe (Poolse Volkspartij)                    |
| Zweden     | Centerpartiet                                                      |

#### Buiten Europa
| Land       | Partij                                                          |
| ---------- | --------------------------------------------------------------- |
| Argentinië | Pampa Sur                                                       |
| Australië  | National Party of Australia                                     |
| Costa Rica | Partido Acción Laborista Agrícola                               |
| Filipijnen | Butil Boerenpartij                                              |
| Kazachstan | Qazaqstan Agrarlyk Partiyasi (Agrarische Partij van Kazachstan) |
| Kirgizië   | Agrarische Partij (Kirgizië)                                    |
| Kirgizië   | Agrarische Werkerspartij (Kirgizië)                             |
| Taiwan     | Nóngmíndǎng (Boerenpartij)                                      |

### Verdwenen agrarische partijen

#### Europa
| Land                | Partij                                          |
| ------------------- | ----------------------------------------------- |
| Duitsland           | Landbund                                        |
| Duitsland           | Bayerischer Bauernbund                          |
| Duitsland           | Christlich-Nationale Bauern- und Landvolkpartei |
| Duitsland           | Deutsche Bauernpartei                           |
| DDR                 | Demokratische Bauernpartei Deutschlands         |
| Estland             | Volksunie van Estland                           |
| Hongarije           | Nationale Boerenpartij                          |
| Ierland             | Farmers’ Party / Farmers’ Union                 |
| Ierland             | Clann na Talmhan                                |
| Italië              | Partito dei Contadini d'Italia                  |
| Joegoslavië         | Agrarische Partij                               |
| Moldavië            | Partidul Țărănesc din Basarabia                 |
| Nederland           | Boerenpartij                                    |
| Nederland           | Plattelandersbond                               |
| Polen               | Polskie Stronnictwo Ludowe "Piast"              |
| Polen               | Polski Blok Ludowy                              |
| Polen               | Polskie Stronnictwo Ludowe "Wyzwolenie"         |
| Polen               | Stronnictwo Chłopskie                           |
| Roemenië            | Partidul Țărănesc                               |
| Roemenië            | Partidul Național Țărănesc                      |
| Roemenië            | Agrarische Democratische Partij (Roemenië)      |
| Spanje              | Partido Agrario Español                         |
| Verenigd Koninkrijk | Agricultural Party                              |

#### Buiten Europa
| Land             | Partij                            |
| ---------------- | --------------------------------- |
| Canada           | United Farmers (Canada)           |
| Canada           | Progressive Party of Canada       |
| Chili            | Nationale Agrarische Partij       |
| Chili            | Partido Nacional                  |
| Chili            | Partido Agrario Laborista         |
| Colombia         | Nationale Agrarische Partij       |
| Mexico           | Nationale Agraristische Partij    |
| Peru             | Partido Nacional Agrario          |
| Thailand         | Sociaal-Agrarische Partij         |
| Venezuela        | Nationale Agrarische Partij       |
| Verenigde Staten | Democratic-Republican Party       |
| Verenigde Staten | Greenback Party                   |
| Verenigde Staten | People’s Party (Verenigde Staten) |
| Verenigde Staten | Farmer-Labor Party                |

extreemlinks · radicaal-links · links · centrum · rechts · radicaal-rechts · extreemrechts 

confessionalisme · christendemocratie · conservatisme · neoconservatisme · paleoconservatisme · islamisme

liberalisme · klassiek liberalisme · economisch liberalisme · conservatief-liberalisme · progressief liberalisme · neoliberalisme · libertarisme · groenliberalisme · geoïsme

anarchisme · syndicalisme · feminisme · ecologisme · ecofascisme · agrarisme · progressivisme 

marxisme · communisme · trotskisme · leninisme · stalinisme · maoïsme · socialisme · sociaaldemocratie · communitarisme

populisme · fortuynisme · solidarisme · nationalisme · linksnationalisme · fascisme · nationaalsocialisme